# Alexander Hurd
Alexander Brengle Hurd, detto Alex (Montréal, 21 luglio 1910 – Tampa, 28 maggio 1982), è stato un pattinatore di velocità su ghiaccio canadese.

## Palmarès

### Olimpiadi invernali
- Argento a Lake Placid 1932 nei 1500 metri.
- Bronzo a Lake Placid 1932 nei 500 metri.